# Ihar Astapkowitsch
Ihar Astapkowitsch (belarussisch Ігар Астапковіч, engl. Transkription Ihar Astapkovich, auch russisch Игорь Астапкович – Igor Astapkowitsch – Igor Astapkovich; * 4. Januar 1963 in Minsk) ist ein ehemaliger belarussischer Hammerwerfer.
Seinen einzigen großen internationalen Titel gewann Astapkowitsch, noch für die Sowjetunion startend, bei den Leichtathletik-Europameisterschaften 1990 in Split. Bei den drei folgenden Weltmeisterschaften belegte er jeweils den zweiten Platz, auch bei Olympischen Spielen 1992 in Barcelona gewann er die Silbermedaille. Bei seinem letzten olympischen Auftritt bei den Spielen 2000 in Sydney errang er den dritten Platz.
Die persönliche Bestleistung von Astapkowitsch beträgt 84,62 m, aufgestellt 1992 in Sevilla, er hatte ein Wettkampfgewicht von 118 kg bei einer Körpergröße von 1,92 m.
Astapkowitsch ist mit der Diskuswerferin Iryna Jattschanka verheiratet. Er arbeitet heute als Sportlehrer.

## Erfolge
- 1989–90, sowjetischer Meister
- 1992 GUS Meister
- 1997 belarussischer Meister
- 1987, Universiade Zagreb: Platz 1
- 1989, Universiade Duisburg: Platz 1
- 1990, Goodwill Games Seattle: Platz 1 (84,12 m)
- 1990, Europameisterschaften Split: Platz 1 (84,14 m)
- 1991, Weltmeisterschaften Tokio: Platz 2 (80,94 m)
- 1992, Olympische Spiele Barcelona: Platz 2 (81,96 m)
- 1993, Weltmeisterschaften Stuttgart: Platz 2 (79,88 m)
- 1994, Europameisterschaften Helsinki: Platz 2 (80,40 m)
- 1995, Weltmeisterschaften Göteborg: Platz 2 (81,10 m)
- 2000, Olympische Spiele Sydney: Platz 3 (79,17 m)